# Bahnhof Dalheim
Der Bahnhof Dalheim ist ein Bahnhof im Stadtteil Dalheim der Stadt Wegberg im nordrhein-westfälischen Kreis Heinsberg. Der Bahnhof war ein bedeutender Grenzbahnhof zu den Niederlanden und Trennungsbahnhof der Strecke aus Jülich vom Eisernen Rhein.
Die Bahnstrecke Jülich–Dalheim ist mittlerweile von Dalheim bis zum Bahnhof Ratheim demontiert und der Eiserne Rhein zwischen Dalheim und Roermond betrieblich gesperrt, so dass der Bahnhof derzeit nur als Endbahnhof einer Regionalbahn Bedeutung hat. Die Reaktivierung des Eisernen Rheins wurde zeitweise diskutiert.
Das Ende des Gleises 1 ist ab Streckenkilometer 20,240 Infrastruktur der VIAS Rail GmbH.

## Geschichte
Von besonderer Bedeutung für die Dalheimer Ortsgeschichte war die Fertigstellung der als Eiserner Rhein bezeichneten grenzüberschreitenden Bahnstrecke, die seit 1879 das Ruhrgebiet mit dem Hafen von Antwerpen verbindet. Viele Auswanderer in die Vereinigten Staaten verließen mit der Bahn über Dalheim Deutschland. 1911 wurde daher der Grenzbahnhof um eine Halle für Auswanderer aus Deutschland oder Osteuropa erweitert, da diese an der Grenze auf die Weiterreise warten mussten, bis ihr Schiff in Antwerpen bereitgestellt wurde.
1909 wird die Strecke zwischen Dalheim und Rheydt zweigleisig ausgebaut.
Am 15. Dezember 1911 wurde die Bahnstrecke Jülich–Dalheim eröffnet, die am östlichen Bahnhofskopf, direkt am Stellwerk Df, in den Bahnhof mündete. Damit wurde der Bahnhof ein Trennungsbahnhof. Das Streckengleis in Richtung Jülich erhielt ein eigenes Umfahrgleis sowie einen Bahnsteig mit Wartehalle.
Nach dem Ersten Weltkrieg nahm die Auswanderung ab und der Bahnhof verlor im überregionalen Personenverkehr seine Bedeutung.
Als Grenzbahnhof in die Niederlande waren ursprünglich umfangreiche Gütergleise vorhanden, die für die Zollabfertigung benutzt wurden.
Es gab einen Güterschuppen mit angebauter Rampe. Ebenso gab es in Dalheim ein kleines Betriebswerk mit Lokschuppen, Wasserturm und Kohlebansen. Die Lokbehandlungsanlagen wurden im Jahr 1969 aufgegeben und abgerissen, die Sprengung des Wasserturms erfolgte im Jahr 1974.
Das Empfangsgebäude des Bahnhofes ist heute nicht mehr erhalten. Im Jahr 1979 wurde es bei einem Brand beschädigt und in der Folgezeit abgerissen.
1993 brannte auch der Güterschuppen ab und wurde abgerissen.
Für den Personenverkehr gab es den heute noch vorhandenen Seitenbahnsteig am Empfangsgebäude und einen Zwischenbahnsteig am danebenliegenden Hauptgleis der Gegenrichtung. Auch an der Jülicher Strecke waren ein Seitenbahnsteig und ein Zwischenbahnsteig vorhanden. Die beiden Bahnhofsteile waren durch eine Personenunterführung verbunden.
1953 wurde der grenzüberschreitende Personenverkehr und 1991 der Güterverkehr Richtung Niederlande eingestellt. Am 27. September 1980 wurde der Personenverkehr Richtung Hückelhoven-Baal eingestellt, 1983 auch der Güterverkehr.
Heute sind nur noch das durchgehende Hauptgleis des Eisernen Rheins und nördlich davon ein Stumpfgleis mit Bahnsteig vorhanden, an dem die Triebwagen halten. Eine Umsetzmöglichkeit ist nicht mehr gegeben. Für die Reisenden stehen auf dem Bahnsteig ein Wartehäuschen und ein Fahrkartenautomat zur Verfügung. Neben diesen Anlagen ist noch das Stellwerk Df zusammen mit den zugehörigen Formsignalen erhalten. Das früher am westlichen Bahnhofskopf befindliche Stellwerk Dw wurde abgerissen.

## Verkehr

### Bahn
Derzeit wird der Bahnhof regelmäßig nur im Schienenpersonennahverkehr durch die Schwalm-Nette-Bahn (RB 34, bis Dezember 2014 RB 39) von der VIAS mit Alstom LINT 41 angefahren. Die Regionalbahn verkehrt montags bis freitags im Stunden-, am Wochenende im Zwei-Stunden-Takt.
| Linie | Linienverlauf | Takt                                                    |
| ----- | --- | ------------------------------------------------------- |
| RB 34 | Schwalm-Nette-Bahn: Mönchengladbach Hbf – Rheydt Hbf – Mönchengladbach-Rheindahlen – Mönchengladbach-Genhausen – Wegberg – Arsbeck – Dalheim Stand: Fahrplanwechsel Dezember 2023 | 60 min (wochentags) 120 min (Wochenenden und Feiertage) |

### Bus
Am Bahnhof Dalheim ist eine Bushaltestelle des AVV, welche von den Buslinien 413 sowie seit Sommer 2024 auch von WG1 und SB5 bedient wird, deren Abfahrtszeiten teilweise an die Ankunft des Zuges in Dalheim angepasst sind, damit zwischen Bus und Bahn ohne Wartezeit umgestiegen werden kann.
| Linie | Verlauf |
| ----- | --- |
| 413   | (Wegberg Schulzentrum –) Wegberg Busbf – Klinkum – Bischofshütte – Petersholz – Arsbeck – Dalheim Bf – Rödgen – Wildenrath – (Wildenrath Gewerbegebiet –) Wassenberg – Orsbeck – Unterbruch – Heinsberg Busbf (← Heinsberg AOK) |
| WG1   | (Stadtbus Wegberg) Wegberg Busbahnhof – Klinkum – Arsbeck – Dalheim Bf. |
| SB5   | Schnellbus: Baal Bf – Doveren – Hückelhoven – Millich – Ratheim – Wassenberg – Wildenrath – Dalheim Bf |